# Alin Carabet
Alin Flavius Carabet (* 19. Juli 1972 in Timisoara, Rumänien) ist ein rumänischer Agrarwissenschafter. Er ist in der Landwirtschaftlichen und Veterinärmedizinischen Universität des Banat (USABT) Hochschullehrer für die Fachgebiete Pflanzenbau und Pflanzenschutz in der Fakultät Horticulture and Forst. Seine Forschungsarbeiten in der Pannonischen Tiefebene sollen mithelfen, die künftigen Auswirkungen der Klimaerwärmung auf Bodengesundheit und Pflanzenschädlinge in Europa besser abschätzen zu können.

## Leben und Wirken
Carabet startete nach dem Abitur 1990 das Studium der Agrarwissenschaft an der Agrar Universität USABT in Timisoara mit Abschluss als Diplom-Ingenieur 1994. Es folgten internationale Studienaufenthalte an der Universität Bursa und der Universität Hohenheim sowie die Doktorandenausbildung bei an der Fakultät für Agrarmanagement in Timisoara. Mit der Dissertation zur Phytopathologie von Kulturpflanzen wurde Carabet zum Dr. sc.agr. 2008 promoviert.
Carabet ist mit Lehrveranstaltungen und Forschungsarbeiten in den Bereichen Phytopathologie, Pflanzenbau und Pflanzenschutz engagiert. Er kooperiert in europäischen Forschungsprojekten mit Bordeaux, Paris, Szeged, Sofia, Gent. Beim deutsch rumänischen Projekt Banat Green Deal: Education and Research in the context of the digital and ecological transformation of agriculture in the Banat Region and Baden-Württemberg - towards resource efficiency and resilience war er als Mitorganisator und Lehrer engagiert.

## Mitgliedschaften
- Mitglied der Nationalen Gesellschaft für Pflanzenschutz-Siebenbürgen
- Mitglied der American Phytopathological Society

## Publikationen (Auswahl)
- Fora Ciprian George; Thomas Angelika, Schüle Heinrich, Carabet Alin Flavius, Salasan Cosmin,  Weinmann Markus, Raupp Manfred G.ː Agriculture in responsibility for our common world, Education and Research in the context of the digital and ecological transformation of agriculture in the Banat Region and Baden-Württemberg, Madora GmbH & University of Hohenheim 2022, ISBN 978-3-945046-25-8, DOI:10.60848/12212
- Biological Agents for Crop Protection, in Banat Green Deal, Timisoara und Lörrach 2022, ISBN 978-3-945046-25-8
- Project Education and Research in the Context of the Digital and Ecological Transformation of Agriculture in the Banat Region and Baden-Württemberg - Timisoara und Lörrach 2022, ISBN 978-3-945046-27-2
- Assesment of Population Density of Insect Species Called "Species Problem", In Lots with Different Maize Hybrids. I Grozea, H Horgos, R STEF, A Carabet, AM VIRTEIU, M BUTNARIU, Research Journal of Agricultural Science 55 (1)	4	2019
- Mathematical model to analyze the population changes of Diabrotica virgifera in terms of geographical coordinates and climatic factors I Grozea, C Chis, A Carabet, AM Virteiu, A Grozea, R Stef, Romanian Biotechnol. Lett 22, 12630-12642	5	2017
- Interaction between Diabrotica virgifera virgifera and host plants determined by feeding behavior and chemical composition I Grozea, R Trusca, AM Virteiu, R Stef, M Butnariu Agric. Res 34, 329-337	5	2017
- The Spread of Nezara viridula (Hemiptera: Pentatomidae) Species from its First Occurrence in Romania. I GROZEA, AM VIRTEIU, R STEF, A CARABET, L MOLNAR, V MARCU, Bulletin of the University of Agricultural Sciences & Veterinary Medicine …	6	2016
- Allelopathic Effects Produced by Johnson Grass Extracts over Germination and Growth of Crop Plants. R ŞTEF, A CĂRĂBEŢ, I GROZEA, I RADULOV, D MANEA, A BERBECEA Bulletin of the University of Agricultural Sciences & Veterinary Medicine …	12	2015
- Allelopathic effects produced by Johnson grass extracts over germination and growth of crop plants. R Ștef, A Cărăbeț, I Grozea, I Radulov, D Manea, A Berbecea Bulletin of University of Agricultural Sciences and Veterinary Medicine Cluj …	6	2015
- Feeding behaviour of Diabrotica virgifera virgifera adults on corn crops I Grozea, R Stef, AM Virteiu, L Molnar, A Carabet, C Puia, I Dobrin Bull. UASVM Hortic 72, 463-464	5	2015
- Biological control of invasive species Metcalfa pruinosa Say (Insecta: Hemiptera: Flatidae) in ornamentals plants by using Coccinelids I Grozea, M Vlad, AM Virteiu, R Stef, A Carabet, L Molnar, V Mazare Journal of Biotechnology, S112	5	2015
- Trophic evolution of southern green stink bugs (Nezara viridula L.) in western part of Romania I Grozea, AM Virteiu, R Ştef, A Cărăbeţ, L Molnar, T Florian, M Vlad Bulletin UASVM Horticulture 72 (2), 371-375	4	2015
- A new problem for western Romania: Metcalfa pruinosa (Hemiptera: Flatidae) I Grozea, A Gogan, M Vlad, AM Virteiu, R Stef, A Carabet, S Damianov, Bulletin UASVM Horticulture 72 (1), 74-80	4	2015
- Insect Community Structures of Bird’s–Foot Trefoil (Lotus Corniculatus L.) Inflorescences Along the Seed Dispersal AM VIRTEIU, I GROZEA, R STEF, A CARABET, T FLORIAN, Bulletin USAMV series Agriculture 71 (2), 354-360	6	2014
- Southern green stink bugs (Nezara viridula L.) a new pest of tomato crops in western Romania. I GROZEA, R ŞTEF, AM VIRTEIU, A Cărăbeț, L Molnar Research Journal of Agricultural Science 44 (2)	21	2012
- Metcalfa pruinosa Say (insecta: homoptera: flatidae): A new pest in Romania I Grozea, A Gogan, AM Virteiu, A Grozea, R Stef, L Molnar, A Carabet, African Journal of Agricultural Research 6 (27), 5870-5877	23	2011
- Beans and pumpkin as attractive plants for Diabrotica virgifera virgifera Le Conte adults I Grozea, R Trusca, R Ştef, AM Vîrteiu, AF Cărăbeţ, L Molnar, S Damianov Research Journal of Agricultural Science 43 (2), 3-7	5	2011
- Analysis of correlations between WCR adults recorded at different altitudes and climate factors I Grozea, A Carabet, R Stef, AM Vîrteiu, C Chis, S Dinnesen Research Journal of Agricultural Science 43 (2), 44-51	4	2011
- Behavior of some soybean breeds at the attack of downy mildew on Peronospora manshurica under pedoclimatic conditions of sag, Timis County A Cărăbeţ, M Sînea, I Grozea, R Ştef Research Journal of Agricultural Science 42 (2), 21-26 2010
- The influence of weather and geographical conditions on flight dynamics of WCR adults I Grozea, R Stef, A Carabet, AM Virteiu, S Dinnsen, C Chis, L Molnar Communication in Agricultural and Applied Biological Science 75 (3), 315-322	8	2009
- The presence of Diabrotica virgifera virgifera adults at different altitudes I Grozea, R Stef, AF Carabet, AM Virteiu Proceedings of 44th Croatian and 4th International Symposium on Agriculture …	7	2009
- Natural enemies in control of invasive species Diabrotica virgifera Virgifera from maize crops. Grozea, A Carabet, R Chirita, AM Badea Communications in Agricultural and Applied Biological Sciences 73 (3), 501-508	10	2008
- Effectiveness of plant extracts of Paeonia suffruticosa and Hedera helix against diseases caused by Phytophthora infestans in tomato and Pseudoperonospora cubensis in cucumber E Röhner, A Carabet, H Buchenauer Journal of Plant Diseases and Protection 111 (1), 83-95	27	2004